# یسنیتسا، والیوو
یسنیتسا صربی: Jasenica}} یک منطقهٔ مسکونی در صربستان است که در ناحیه کولوبارا واقع شده‌است.
 یسنیتسا  ۴۲۷ نفر جمعیت دارد.